# En Bolivie avec Los Calchakis
En Bolivie avec Los Calchakis es un disco de estudio del grupo argentino Los Calchakis, grabado en 1964 por primera vez con el sello Braclay, filial de la casa francesa ARION, a la que el grupo había sido presentado por mediación de Violeta Parra gracias a los encuentros que la cantautora había experimentado con Los Calchakis durante su estancia en París.
Este álbum se lanzó en el contexto del notable éxito que estaba cosechando la música latinoamericana en Francia de la mano de otras agrupaciones como Los Chacos o Los Incas.

## Lista de canciones
| N.º | Título              | Música                      | Duración |  |
| 1.  | «Tonada de pascuas» | violín chapaco              |          |  |
| 2.  | «La llama»          | folklore                    |          |  |
| 3.  | «Warinita»          | huayno                      |          |  |
| 4.  | «A Cotoca»          | polka                       |          |  |
| 5.  | «Llamerada»         | danza                       |          |  |
| 6.  | «Chapaqueadas»      | contrapunto                 |          |  |
| 7.  | «Tuita la noche»    | huaynito                    |          |  |
| 8.  | «La sanlorencina»   | cueca                       |          |  |
| 9.  | «Linda compañera»   | huayño                      |          |  |
| 10. | «Cullaguada»        | danza                       |          |  |
| 11. | «Yaraví»            | yaraví andino               |          |  |
| 12. | «Tikiminiki»        | taquirari de Gilberto Rojas |          |  |
| 13. | «Pilcomayo»         | Alberto Ruiz Lavadenz       |          |  |

## Integrantes
- Héctor Miranda
- Ana María Miranda
- Guillermo de la Roca
- Hugo Orellana Bonilla